# Скшиниці-Кольонія
Скшиниці-Кольонія (пол. Skrzynice-Kolonia) — село в Польщі, у гміні Яблонна Люблінського повіту Люблінського воєводства.
У 1975-1998 роках село належало до Люблінського воєводства.